# Parosteodes procurata
Parosteodes procurata är en fjärilsart som beskrevs av Walker 1861. Parosteodes procurata ingår i släktet Parosteodes och familjen mätare. Inga underarter finns listade i Catalogue of Life.